# Америка (Кунео)
Америка (итал. America) је насеље у Италији у округу Кунео, региону Пијемонт.
Према процени из 2011. у насељу је живело 453 становника. Насеље се налази на надморској висини од 334 м.